# Let the Groove Get In
„Let the Groove Get In” este un cântec înregistrat de compozitorul și cântărețul american Justin Timberlake pentru al treilea lui album de studio, The 20/20 Experience (2013). Timberlake a scris și produs cântecul împreună cu Timothy „Timbaland Mosley” și Jerome „J-Roc” Harmon, cu ajutorul lui James Fauntleroy. „Let the Groove Get In” este un cântec pop-dance și conține o parte din Alhamdulillaahi de pe albumul Explore Series: Africa-Burkina Faso: Rhythms of the Grasslands (2002). Criticii muzicali au primit pozitiv cântecul și au observat asemănări între acesta și single-ul din 1983 al lui Michael Jackson, „Wanna Be Startin' Somethin'”. După lansarea The 20/20 Experience, a debutat pe locul al 31-lea în South Korea International Chart și pe locul al nouălea în US Bubbling Under Hot 100 Singles.

## Charts
| Topuri (2013)                                 | Poziție de top |
| --------------------------------------------- | -------------- |
| South Korea Gaon International Chart          | 31             |
| US Bubbling Under Hot 100 Singles (Billboard) | 9              |